# Sokdamgugok
Sokdamgugok (Les piscines sur les rochers et les neuf vallées) est un site naturel à 12 km au nord de la ville nord-coréenne de Haeju, sur le fleuve Sokdam.
Le paysage de Sokdamgugok comporte plusieurs sites pittoresques : 
- le rocher Kwan, qui ressemble au chapeau d'un cheval ;

- le rocher Hwa, qui ressemble à une fleur ;

- la vallée de Unbyong, siège de l'Académie Sohyon, laquelle date de la dynastie des Ri (1392-1910) et où a enseigné, au XVIe siècle, Ri Ryul-gok ;

- la vallée Chohyop, devenue un lieu de pêche ;

- la vallée Pungam, célèbre pour ses couleurs automnales.